# Panorpa okamotona
Panorpa okamotona – gatunek wojsiłki z rodziny wojsiłkowatych.
Owad ten osiąga od 13 do 15 mm długości przedniego skrzydła. Głowę ma czarną z ryjkiem żółtawobrązowym u nasady i czarniawym na wierzchołku. Tułów ma jasnożółty z czarniawobrązowymi przednimi częściami bocznych krawędzi śródplecza i zaplecza. Skrzydła zabarwione żółtawo z, w wierzchołkowej połowie, ciemnożółtymi żyłkami. Wierzch odwłoka ma kasztanowobrązowy, a spód brązowawy, u samca z żółtawymi segmentami końcowymi. Gonostyli o wydłużonych segmentach nasadowych oraz bardzo długich, delikatnie zakrzywionych i ostro zwieńczonych członach dystalnych. Hypandrium o szerokich, spłaszczonych, niesięgających chelae odgałęzieniach. Bardzo długie epiandrium sięga segmentu z chelami.
Gatunek znany z Korei i południowego rosyjskiego Dalekiego Wschodu.